# Al-Ma‘arri
Al-Ma‘arri (còn gọi là Abu Ala, tên đầy đủ bằng tiếng Ả Rập: أبو العلاء أحمد بن عبد الله بن سليمان التنوخي المعري, Abu al-'Alā Ahmad ibn 'Abd Allāh ibn Sulaimān al-Tanūkhī al-Ma'arri, December 26 tháng 12 năm 973 –10 tháng 5 năm 1057) – nhà triết học, nhà ngữ văn, nhà thơ Ả Rập.

## Tiểu sử
Al-Maarri sinh ra trong một gia đình giàu có ở thành phố Ma`arat al-Numan, miền bắc Syria. Bị mù từ năm lên ba tuổi nhưng ông vẫn học rất giỏi. Ông được gia đình gửi sang Baghdad học nhưng hai năm sau phải quay về chịu tang mẹ. Từ đó ông chỉ học ở Syria. Al-Maarri yêu thích thơ của nhà thơ Al-Mutanabbi và tự coi là học trò của nhà thơ này.
Từ năm 1010 Al-Maarri sống thu mình, như ông nói là ở trong ba nhà tù: thể xác, bệnh mù lòa và sự cô đơn. Ông vẫn dạy học sống khiêm nhường bằng thu nhập từ nghề này và còn giúp đỡ được cho rất nhiều người nghèo khác. Thơ của ông đậm chất triết lý. Ông ca ngợi trí tuệ của con người như là cơ sở của sự nhận thức nhưng khẳng định rằng con người không thể đạt đến chân lý. Trong một số tác phẩm bằng văn xuôi ông không tán thành quan điểm cho rằng linh hồn con người là bất tử hoặc quan niệm của Kinh Koran về cuộc sống ở thiên đường sau khi chết mà cho rằng quả đất sinh ra trong một quá trình tự nhiên. Thơ của Al-Maarri viết bằng ngôn ngữ phức tạp và thường xuyên chơi chữ nên rất khó dịch ra các ngôn ngữ khác.